# No Rest for the Wicked
No Rest for the Wicked (с англ. — «Нет покоя нечестивым») — пятый студийный альбом британского рок-музыканта Оззи Осборна, который был выпущен 22 октября 1988 года, ремастерирован и переиздан 22 августа 1995 года и снова 25 июня 2002 года. Это первый альбом с участием гитариста Закка Уайлда. Альбом достиг золотого статуса в декабре 1989 года и с тех пор стал дважды платиновым. Также альбом достиг позиции 13 в чарте Billboard 200.

## Список композиций
Все песни были написаны Оззи Осборном, Закком Уайлдом, Бобом Дэйсли, Рэнди Кастилло и Джоном Синклером, кроме отмеченных:
1. «Miracle Man» (Осборн, Уайлд, Дэйсли) — 3:43
2. «Devil’s Daughter (Holy War)» — 5:14
3. «Crazy Babies» (Осборн, Уайлд, Дэйсли, Кастилло) — 4:14
4. «Breakin' All the Rules» — 5:14
5. «Bloodbath in Paradise» — 5:02
6. «Fire in the Sky» — 6:24
7. «Tattooed Dancer» (Осборн, Уайлд, Дэйсли) — 3:23
8. «Demon Alcohol» (Осборн, Уайлд, Дэйсли, Кастилло) — 4:27
9. «Hero» — 4:45
  - в оригинальном издании неотмеченный скрытый бонусный трек; в переиздании 2002 года он был отмечен в трек-листе

## Участники записи
- Оззи Осборн — вокал
- Закк Уайлд — гитара
- Роберт Дэйсли — бас-гитара
- Рэнди Кастилло — ударные

Приглашённые музыканты
- Джон Синклер — клавишные

## Чарты
| Чарт (1988)                             | Наивысшее место |
| --------------------------------------- | --------------- |
| Австралия (Kent Music Report)           | 40              |
| Германия (Offizielle Top 100)           | 29              |
| Финляндия (The Official Finnish Charts) | 7               |
| Норвегия (VG-lista)                     | 12              |
| Швеция (Sverigetopplistan)              | 18              |
| Швейцария (Schweizer Hitparade)         | 26              |
| Великобритания (UK Albums Chart)        | 23              |
| США (Billboard 200)                     | 13              |

## Сертификации
| Дата             | Сертификация    | Общее количество продаж |
| ---------------- | --------------- | ----------------------- |
| 19 декабря, 1988 | Золото          | 500,000                 |
| 17 апреля, 1989  | Платина         | 1,000,000               |
| 15 августа, 1997 | Двойная платина | 2,000,000               |

| Дата             | Статус  | Общее количество продаж |
| ---------------- | ------- | ----------------------- |
| 31 октября, 1988 | Золото  | 50,000                  |
| 21 декабря, 1988 | Платина | 100,000                 |